# Marajóträdklättrare
Marajóträdklättrare (Xiphorhynchus spixii) är en fågel i familjen ugnsfåglar inom ordningen tättingar.

## Utbredning och systematik
Fågeln förekommer i sydöstra Amazonområdet i Brasilien, söder om Amazonfloden. Den behandlas som monotypisk, det vill säga att den inte delas in i några underarter.

## Status
IUCN kategoriserar arten som livskraftig.